# Lohe-Rickelshof
Lohe-Rickelshof település Németországban, Schleswig-Holstein tartományban. Lakosainak száma 2066 fő (2023. december 31.).

## Népesség
A település népességének változása:
| Lakosok száma | 1720 | 2075 | 2094 | 2061 | 2083 | 2066 |
|               | 1975 | 2017 | 2019 | 2021 | 2022 | 2023 |